# Ermenegildo Florit
Ermenegildo Florit (Fagagna, 5 luglio 1901 – Firenze, 8 dicembre 1985) è stato un cardinale e arcivescovo cattolico italiano.

## Biografia
Nato a Fagagna il 5 luglio 1901 da Angelo e Regina Sello, fu ordinato sacerdote l'11 aprile 1925 a Udine e continuò i suoi studi teologici tra Roma e Udine. Dal 1929 al 1954 fu attivo come insegnante presso l'Università Lateranense a Roma, nella quale fu dal 1935 al 1939 e dal 1950 al 1954 decano della facoltà teologica e dal 1951 al 1954 anche pro rettore dell'ateneo lateranense. Nel 1951 divenne prelato domestico di papa Pio XII.

### Ministero episcopale e cardinalato
Nel 1954 venne nominato arcivescovo coadiutore di Firenze con il titolo di Gerapoli di Siria: venne consacrato il 12 settembre 1954 dal cardinale Clemente Micara.
Il 9 marzo 1962 succedette per coadiutoria alla medesima sede. Tra il 1962 e il 1965 partecipò al Concilio Vaticano II scegliendo padre Umberto Betti quale suo teologo personale, schierandosi con l'ala conservatrice del Coetus Internationalis Patrum. Diede un importante contributo ai lavori, e in particolare alla stesura della costituzione dogmatica Dei Verbum sulla Parola di Dio.
Papa Paolo VI lo elevò al rango di cardinale nel concistoro del 22 febbraio 1965 con il titolo della Regina Apostolorum. Il 3 giugno 1977 si ritirò dalla carica di arcivescovo, all'età di 75 anni. Nel 1978 partecipò in qualità di Cardinale elettore al conclave dell'agosto 1978 che elesse Giovanni Paolo I e al secondo conclave dell'ottobre 1978 che elesse Giovanni Paolo II.
Morì a Firenze l'8 dicembre 1985 per un blocco renale. I funerali furono celebrati il 10 dicembre, dal cardinale Silvano Piovanelli, nella cattedrale di Santa Maria del Fiore, nella cui cripta fu poi sepolto.
In occasione delle celebrazioni del 50º anniversario dell'alluvione subita da Firenze il 4 novembre del 1966, il suo operato e quello della Chiesa fiorentina è stato messo più volte in risalto, soprattutto in due libri, avendo, all'epoca, attivato la stessa mattina del 4 novembre, in assoluto, il primo piano di intervento di protezione civile nella città di Firenze, quando ancora non si parlava di protezione civile in Italia, portando per diversi mesi assistenza di varia natura a tutte le zone alluvionate in città e negli altri comuni dell'arcidiocesi. Nelle sue mani giunsero da tutto il mondo oltre 2 miliardi di lire dell'epoca per aiutare gli alluvionati.
Nonostante abbia dato impulso all'organizzazione dell'arcidiocesi fiorentina, Florit è stato al centro di alcune polemiche, in particolare entrò in conflitto con don Lorenzo Milani (soprattutto per la vicenda legata alla polemica intorno all'obiezione di coscienza documentata nel testo L'obbedienza non è più una virtù) e don Enzo Mazzi, preti della sua arcidiocesi. Dopo la morte di Florit, don Mazzi si è rappacificato con il cardinale Silvano Piovanelli.

## Genealogia episcopale e successione apostolica
La genealogia episcopale è:
- Cardinale Scipione Rebiba
- Cardinale Giulio Antonio Santori
- Cardinale Girolamo Bernerio, O.P.
- Arcivescovo Galeazzo Sanvitale
- Cardinale Ludovico Ludovisi
- Cardinale Luigi Caetani
- Cardinale Ulderico Carpegna
- Cardinale Paluzzo Paluzzi Altieri degli Albertoni
- Papa Benedetto XIII
- Papa Benedetto XIV
- Papa Clemente XIII
- Cardinale Marcantonio Colonna
- Cardinale Giacinto Sigismondo Gerdil, B.
- Cardinale Giulio Maria della Somaglia
- Cardinale Carlo Odescalchi, S.I.
- Vescovo Eugène de Mazenod, O.M.I.
- Cardinale Joseph Hippolyte Guibert, O.M.I.
- Cardinale François-Marie-Benjamin Richard
- Cardinale Pietro Gasparri
- Cardinale Clemente Micara
- Cardinale Ermenegildo Florit

La successione apostolica è:
- Arcivescovo Enrico Bartoletti (1958)
- Vescovo Giovanni Bianchi (1964)
- Vescovo Girolamo Maria Casalini, O.S.M. (1966)